# Lamenay-sur-Loire
Lamenay-sur-Loire ist eine französische Gemeinde mit 68 Einwohnern (Stand 1. Januar 2022) im Département Nièvre in der Region Bourgogne-Franche-Comté (vor 2016 Bourgogne). Sie gehört zum Arrondissement Nevers und zum Kantons Decize (bis 2015 Dornes).

## Geographie
Lamenay-sur-Loire liegt etwa 40 Kilometer südöstlich von Nevers an der Loire. Umgeben wird Lamenay-sur-Loire von den Nachbargemeinden Charrin im Norden, Saint-Hilaire-Fontaine im Nordosten, Gannay-sur-Loire im Süden und Osten sowie Cossaye im Westen.

## Bevölkerungsentwicklung
| Jahr                       | 1962 | 1968 | 1975 | 1982 | 1990 | 1999 | 2006 | 2013 |
| Einwohner                  | 138  | 147  | 117  | 107  | 76   | 59   | 61   | 55   |
| Quellen: Cassini und INSEE |      |      |      |      |      |      |      |      |

## Sehenswürdigkeiten
- Kirche Saint-Roch
- Schloss Lamenay